# Symplocos lugubris
Espèce
Statut de conservation UICN

 VU D2 : Vulnérable
Symplocos lugubris est une espèce de plantes à fleurs de la famille des Symplocaceae.

## Publication originale
- Das Pflanzenreich IV. 242: 75. 1901.